# ハニ・アブ・アサド
ハニ・アブ・アサド（Hany Abu-Assad、アラビア語：هَانِي أَبُو أَسْعَد, 転写：Hānī Abū Asʿad, アラビア語発音：ハーニー・アブー・アスアド、1961年10月11日 - ）は、オランダ・パレスチナの映画監督・脚本家。

## 人物
イスラエル・ナザレで生まれたが、19歳のときにオランダに移住。ハールレムでエンジニアリングを学び、航空エンジニアとして数年働く。その後テレビ・映画界に関わるようになり、1998年に映画監督としてデビュー。
2005年に制作した『パラダイス・ナウ』は、自爆テロに向かう2人のパレスチナ人青年を描き、この作品でアカデミー外国語映画賞にノミネートされ、ゴールデングローブ賞の外国語映画賞、ベルリン国際映画祭、ヨーロッパ映画賞などを受賞した。

## 主なフィルモグラフィ
- エルサレムの花嫁 Rana's Wedding (2002) 監督
- パラダイス・ナウ Paradise Now (2005) 監督・脚本
- クーリエ 過去を運ぶ男 The Courier (2011) 監督
- オマールの壁 Omar (2013) 監督・脚本・製作
- 歌声にのった少年 Ya Tayr El Tayer  (2015) 監督・脚本・出演
- ザ・マウンテン 決死のサバイバル21日間 The Mountain Between Us (2017) 監督